# Славнівка
Сла́внівка — село в Україні, у Білицькій селищній громаді Полтавського району Полтавської області. Населення становить 2 осіб.

## Географія
Село Славнівка розташоване на лівому березі річки Вовча, нижче за течією на відстані 1,5 км розташоване село Бутенки. Через село проходить залізниця, зупинний пункт Куликівка за 3 км. Поруч проходить автомобільна дорога М22 (E577).

## Історія
12 червня 2020 року, відповідно до розпорядження Кабінету Міністрів України № 721-р «Про визначення адміністративних центрів та затвердження територій територіальних громад Полтавської області», село увійшло до складу Білицької селищної громади.
19 липня 2020 року, в результаті адміністративно - територіальної реформи та ліквідації  Кобеляцького району, село увійшло до складу новоутвореного Полтавського району.